# Потічник прямий
Потічник прямий, сієла пряма як Siella erecta (Berula erecta) — вид рослин родини окружкові (Apiaceae), поширений у східній Африці, Європі, західній частині Азії, в Північній Америці.

## Опис
Багаторічна, гола, трав'яниста рослина 30–80(100) см заввишки. Кореневище з повзучими пагонами. Стебла майже округлі, порожнисті, розгалужені. Листки ± 5–45 × 3–12 см, перисторозсічені, нижні на черешках, з 4–9 парами яйцювато-довгасті надрізано-пильчастих часток; листочки нижньої пари більш дрібні, відсунуті; верхні листки зменшені, сидячі на розширеній, скраю плівчастій піхві. Зонтики зазвичай супротивні, на коротких ніжках, з 10–12 нерівними променями. Чашолистки маленькі, але очевидні, шилоподібні. Пелюстки білі, ± 1 мм. Плоди широко яйцеподібні, ≈ 2 мм довжиною.

## Поширення
Поширений у Північній Америці (Канада, США, Мексика, Гватемала), східній Африці, майже всій Європі, західній частині Азії, як помірній так і тропічній.
В Україні зростає на вологих луках, по берегах річок, канав, заходить в воду — розсіяно майже на всій території; в Криму дуже рідко.

## Галерея

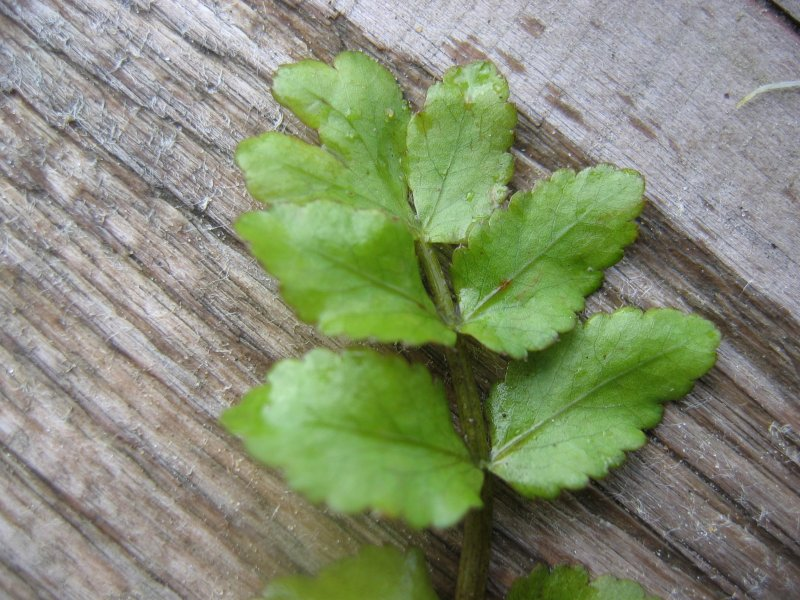
листя
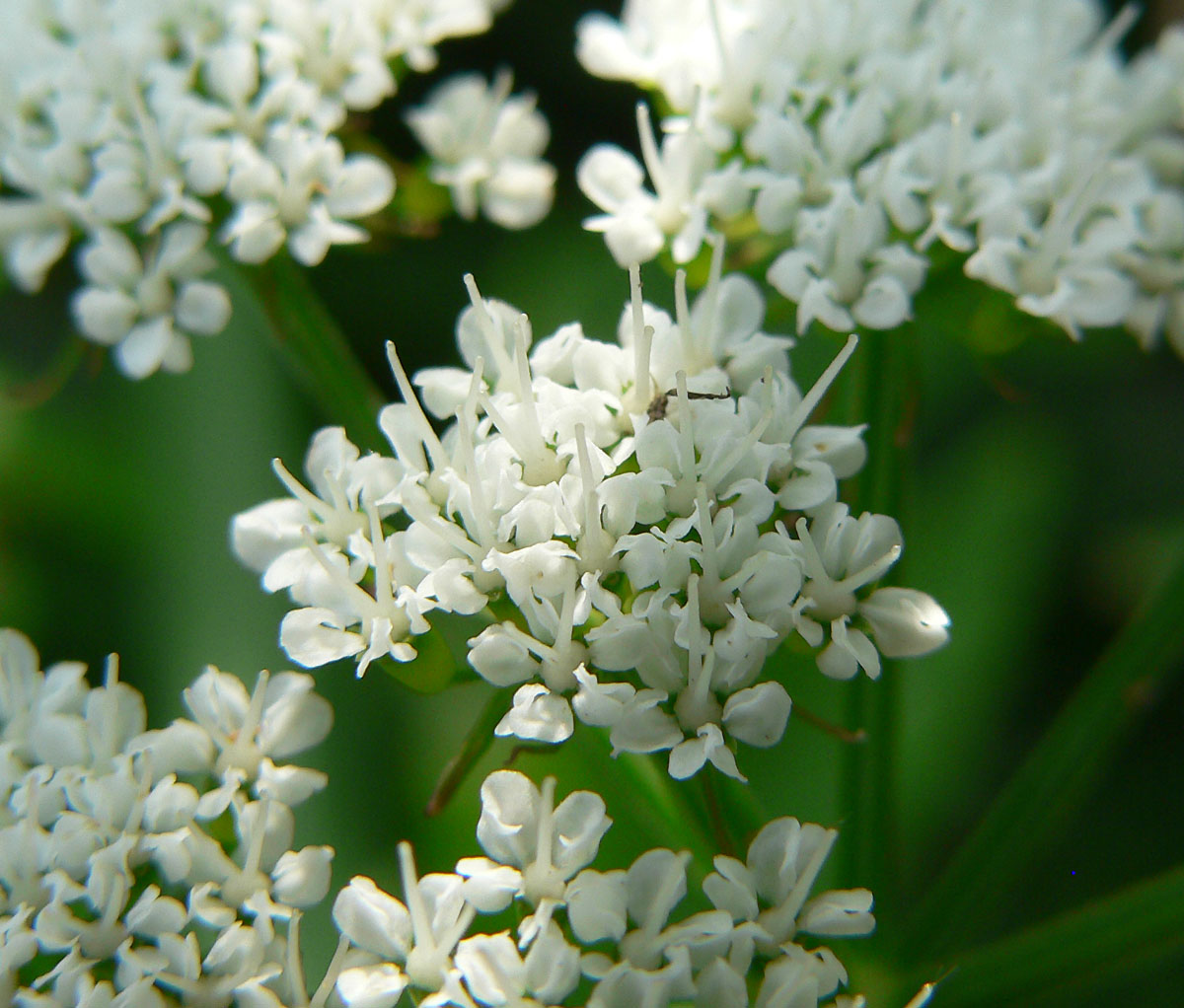
суцвіття